# ミカンキイロアザミウマ
ミカンキイロアザミウマ（学名：Frankliniella occidentalis）は、アザミウマ目・アザミウマ科に分類される昆虫の一種。

## 分布
アメリカ合衆国西部を原産地とする。
北アメリカ、南アメリカ、西ヨーロッパ、アジア、オセアニアなどに移入分布する。日本には1990年に侵入し、千葉県、埼玉県に定着している。

## 特徴
体長は雌で1.4-1.7mm、雄で1.0-1.2mm。体色は橙黄色。
植物体から吸汁したり、病気を媒介するため、農業害虫として嫌われている。
日本生態学会によって日本の侵略的外来種ワースト100に選定されている。